# 10188 Ясуойонеда
10188 Ясуойонеда (10188 Yasuoyoneda) — астероїд головного поясу, відкритий 14 травня 1996 року.
Тіссеранів параметр щодо Юпітера — 3,459.
Названо на честь Ясуо Йонеди (яп. やすお・よねだ(米田康男) ясуо йонеда).